# Иодат бария
Иодат бария — неорганическое соединение, 
соль металла бария и иодноватой кислоты с формулой Ba(IO3)2,
бесцветные кристаллы,
слабо растворяется в воде,
образует кристаллогидрат.

## Физические свойства
Иодат бария образует бесцветные кристаллы.
Слабо растворяется в воде,
не растворяется в этаноле и ацетоне.
Образует кристаллогидрат состава Ba(IO3)2•H2O.